# Birr (Irlandia)
Birr (irl. Biorra) – miasto w hrabstwie Offaly w Irlandii.
Miejscowość znana jest m.in. z XVII-wiecznego zamku Birr oraz zbudowanego w XIX wieku przez irlandzkiego astronoma Williama Parsonsa wielkiego teleskopu („Lewiatana z Parsonstown”), będącego po rekonstrukcji największym historycznym instrumentem naukowym działającym do dziś.